# 牛抵
牛抵（?—?），西漢御史大夫。
牛抵原来担任齐国相，汉武帝建元元年（前140年）汉武帝以窦婴为丞相，取代卫绾。以田蚡为太尉，以牛抵担任御史大夫，取代直不疑。建元二年（前139年），由赵绾接替担任御史大夫，同年赵绾获罪自杀。
| 西漢          |                              |             |
| 漢帝國官銜    |                              |             |
| 前任： 直不疑 | 西汉御史大夫 前140年—前139年 | 繼任： 赵绾 |